# Silvério Augusto Pereira da Silva
Silvério Augusto Pereira da Silva GCA • MPSD (Santarém, 3 de janeiro de 1827 — Lisboa, 5 de abril de 1910) foi um engenheiro e general português.

## Carreira
Durante a sua vida, desempenhou vários cargos públicos notórios, dos quais se destacam:
- Direção de Obras Públicas do Distrito de Leiria, 1855;
- Direção de Obras Públicas do Distrito de Coimbra, 1856-1857;
- Direção de Obras Públicas do Distrito da Guarda, (Diretor), 1857;
- Direção de Obras Públicas do Distrito de Aveiro, 1857-1886;
- Governador Civil do Distrito de Aveiro, 1890;
- Presidente da Associação dos Engenheiros Civis Portugueses, 1890;
- Diretor-Geral de Obras Públicas e Minas, 1900-1903;

## Honrarias

### Condecorações
- Grã-Cruz da Real Ordem Militar de São Bento de Avis;
- Medalha Militar de Prata de Bons Serviços.

### Outras
- Homenageado com a Rua do Engenheiro Silvério Pereira da Silva, no centro de Aveiro.[3]